# Dracy
Dracy é uma comuna francesa na região administrativa de Borgonha-Franco-Condado, no departamento de Yonne. Estende-se por uma área de 21,7 km². Em 2010 a comuna tinha 227 habitantes (densidade: 10,5 hab./km²).